# Gran Premio di Monaco 1981
Il Gran Premio di Monaco 1981 è stata la sesta prova della stagione 1981 del Campionato mondiale di Formula 1. Si è corsa domenica 31 maggio 1981 sul Circuito di Montecarlo. La gara è stata vinta dal canadese Gilles Villeneuve su Ferrari; per il vincitore si trattò del quinto successo nel mondiale. Ha preceduto sul traguardo l'australiano Alan Jones su Williams-Ford Cosworth e il francese Jacques Laffite su Ligier-Matra.

## Vigilia

### Sviluppi futuri
La Scuderia Ferrari confermò ancora per due stagioni Gilles Villeneuve nel ruolo di pilota titolare. Ciò smentiva le voci di un passaggio del canadese all'Alfa Romeo o alla Williams.
Al fine di sostituire la gara, poi saltata, da disputarsi al Watkins Glen International, la Commissione della Formula 1 propose di tenere, il 17 ottobre, una gara a Las Vegas, su un tracciato da costruire nei pressi dell'Hotel Caesars Palace. Nella Commissione si decise inoltre che i piloti sarebbero stati rappresentati dal campione del mondo in carica Alan Jones. Si chiese di attribuire a Giorgio Francia la Superlicenza. Venne presentato un pacchetto di proposte per migliorare la sicurezza dei meccanici e infine si chiese di delineare meglio il regolamento in merito all'uso delle bandelle laterali.

### Aspetti tecnici
I piloti, dopo gli avvenimenti del Gran Premio del Belgio, e vista la natura angusta del tracciato di Montecarlo, protestarono per l'eccessivo numero di vetture ammesse alle qualifiche. La direzione di corsa chiese alla FOCA di limitare gli inviti per la gara. Inoltre venne deciso di non consentire l'accesso agli spettatori nella zona tra l'uscita dei box e la curva di S. Devota.
La Lotus presentò il modello 87, nato per sostituire il non ammesso 88. La Renault affidò, per questa gara, la nuova RE30 ad Alain Prost, mentre a René Arnoux venne rifornita la RE20B. Andrea De Cesaris ebbe a disposizione la McLaren MP4/1, e non più la M29F.

### Aspetti sportivi
Vista la convalescenza di Miguel Ángel Guerra, l'Osella confermò l'impiego di Piercarlo Ghinzani, visto il perdurare dell'assenza di Superlicenza per Giorgio Francia.
Furono 31 le vetture iscritte al gran premio, ma solo 24 potevano essere ammesse alle qualifiche, e 20 alla gara. Per tale ragione al giovedì mattina furono necessarie le prequalifiche per nove vetture.

## Prequalifiche

### Resoconto
Parteciparono alle prequalifiche le due Osella, le due Toleman, le due March, un'ATS, una Ensign e una Theodore.Brian Henton sbatté duramente la sua Toleman; per evitarlo anche Beppe Gabbiani fu protagonista di un incidente.

### Risultati
Nella sessione di prequalifica si è avuta questa situazione:
| Pos | Nº | Pilota             | Costruttore            | Tempo    | Status |
| --- | -- | ------------------ | ---------------------- | -------- | ------ |
| 1   | 33 | Patrick Tambay     | Theodore-Ford Cosworth | 1'30"492 | PQ     |
| 2   | 14 | Marc Surer         | Ensign-Ford Cosworth   | 1'31"249 | PQ     |
| 3   | 32 | Beppe Gabbiani     | Osella-Ford Cosworth   | 1'32"704 | PQ     |
| 4   | 31 | Piercarlo Ghinzani | Osella-Ford Cosworth   | 1'33"189 | PQ     |
| NPQ | 9  | Slim Borgudd       | ATS-Ford Cosworth      | 1'33"285 | NPQ    |
| NPQ | 17 | Derek Daly         | March-Ford Cosworth    | 1'33"800 | NPQ    |
| NPQ | 18 | Eliseo Salazar     | March-Ford Cosworth    | 1'35"249 | NPQ    |
| NPQ | 36 | Brian Henton       | Toleman-Hart           | 1'37"528 | NPQ    |
| NPQ | 35 | Derek Warwick      | Toleman-Hart           | 1'41"996 | NPQ    |

## Qualifiche

### Resoconto
Al giovedì Nelson Piquet su Brabham ottenne il miglior tempo in 1'25"710, staccando di oltre un secondo Gilles Villeneuve. La prestazione della vettura inglese suscitò polemiche: secondo alcuni la vettura disponeva di un serbatoio molto piccolo, tale da contenere una dose limitata di benzina; per altri invece la performance era dovuta al particolare motore Ford Cosworth DFV preparato da Duckworth, che avrebbe prodotto una potenza stimata in 540 cv, contro gli usuali 480. Ciò scateno la reazione di Carlos Reutemann, che si lamentò di come i controlli sulla regolarità delle vetture fossero poco approfonditi e affermò di essere sicuro della non conformità della Brabham ai regolamenti.
Didier Pironi chiuse solo diciassettesimo, dovendo utilizzare il muletto a seguito di un incidente che ne aveva distrutto la vettura titolare. Piercarlo Ghinzani, dell'Osella non riuscì a ottenere nessun tempo per la rottura del propulsore. Vennero cancellati i migliori tempi di Elio De Angelis e Riccardo Patrese in quanto le loro vetture vennero trovate irregolari: erano a meno di 6 centimetri dal suolo. Tale misura veniva effettuata con uno speciale dispositivo dotato di fotocellula e posto all'uscita dei box.
Al sabato nessuno riuscì a battere il tempo di Piquet, che così conquistò la sua quinta pole position nel mondiale, la venticinquesima per la Brabham. Piquet, rispetto al tempo del giovedì, girò molto lento al fine di settare la vettura al meglio col carico di benzina. Il suo compagno di scuderia, Héctor Rebaque, non si qualificò, e ciò alimentò altre polmiche in merito alla regolarità della vettura usata dal brasiliano nella prima giornata di prove ufficiali. Fu molto serrata la lotta per la seconda posizione in griglia: vi si alternarono Carlos Reutemann, Riccardo Patrese e infine Gilles Villeneuve, che chiuse a 78 millesimi dal tempo di Piquet. La seconda fila fu conquistata da Nigel Mansell e da Reutemann. Ebbe maggiori difficoltà l'altro ferrarista, Didier Pironi: ruppe un motore al mattino, scontò dei problemi elettrici al muletto e infine dovette qualificarsi con la vettura di riserva di Villeneuve.

### Risultati
I risultati delle qualifiche furono i seguenti:
| Pos                     | Nº | Pilota                | Costruttore              | Tempo    | Griglia |
| ----------------------- | -- | --------------------- | ------------------------ | -------- | ------- |
| 1                       | 5  | Nelson Piquet         | Brabham-Ford Cosworth    | 1'25"710 | 1       |
| 2                       | 27 | Gilles Villeneuve     | Ferrari                  | 1'25"788 | 2       |
| 3                       | 11 | Nigel Mansell         | Lotus-Ford Cosworth      | 1'25"815 | 3       |
| 4                       | 2  | Carlos Reutemann      | Williams-Ford Cosworth   | 1'26"010 | 4       |
| 5                       | 29 | Riccardo Patrese      | Arrows-Ford Cosworth     | 1'26"040 | 5       |
| 6                       | 12 | Elio De Angelis       | Lotus-Ford Cosworth      | 1'26"259 | 6       |
| 7                       | 1  | Alan Jones            | Williams-Ford Cosworth   | 1'26"538 | 7       |
| 8                       | 26 | Jacques Laffite       | Ligier-Matra             | 1'26"704 | 8       |
| 9                       | 15 | Alain Prost           | Renault                  | 1'26"953 | 9       |
| 10                      | 7  | John Watson           | McLaren-Ford Cosworth    | 1'27"058 | 10      |
| 11                      | 8  | Andrea De Cesaris     | McLaren-Ford Cosworth    | 1'27"122 | 11      |
| 12                      | 22 | Mario Andretti        | Alfa Romeo               | 1'27"512 | 12      |
| 13                      | 16 | René Arnoux           | Renault                  | 1'27"513 | 13      |
| 14                      | 30 | Siegfried Stohr       | Arrows-Ford Cosworth     | 1'27"564 | 14      |
| 15                      | 3  | Eddie Cheever         | Tyrrell-Ford Cosworth    | 1'27"594 | 15      |
| 16                      | 33 | Patrick Tambay        | Theodore-Ford Cosworth   | 1'27"939 | 16      |
| 17                      | 28 | Didier Pironi         | Ferrari                  | 1'28"266 | 17      |
| 18                      | 23 | Bruno Giacomelli      | Alfa Romeo               | 1'28"323 | 18      |
| 19                      | 14 | Marc Surer            | Ensign-Ford Cosworth     | 1'28"339 | 19      |
| 20                      | 4  | Michele Alboreto      | Tyrrell-Ford Cosworth    | 1'28"358 | 20      |
| Vetture non qualificate |    |                       |                          |          |         |
| NQ                      | 20 | Keke Rosberg          | Fittipaldi-Ford Cosworth | 1'28"436 | NQ      |
| NQ                      | 25 | Jean-Pierre Jabouille | Ligier-Matra             | 1'28"841 | NQ      |
| NQ                      | 6  | Héctor Rebaque        | Brabham-Ford Cosworth    | 1'29"188 | NQ      |
| NQ                      | 21 | Chico Serra           | Fittipaldi-Ford Cosworth | 1'29"434 | NQ      |
| NQ                      | 32 | Piercarlo Ghinzani    | Osella-Ford Cosworth     | 1'29"649 | NQ      |
| NQ                      | 31 | Beppe Gabbiani        | Osella-Ford Cosworth     | 1'29"795 | NQ      |

## Gara

### Resoconto

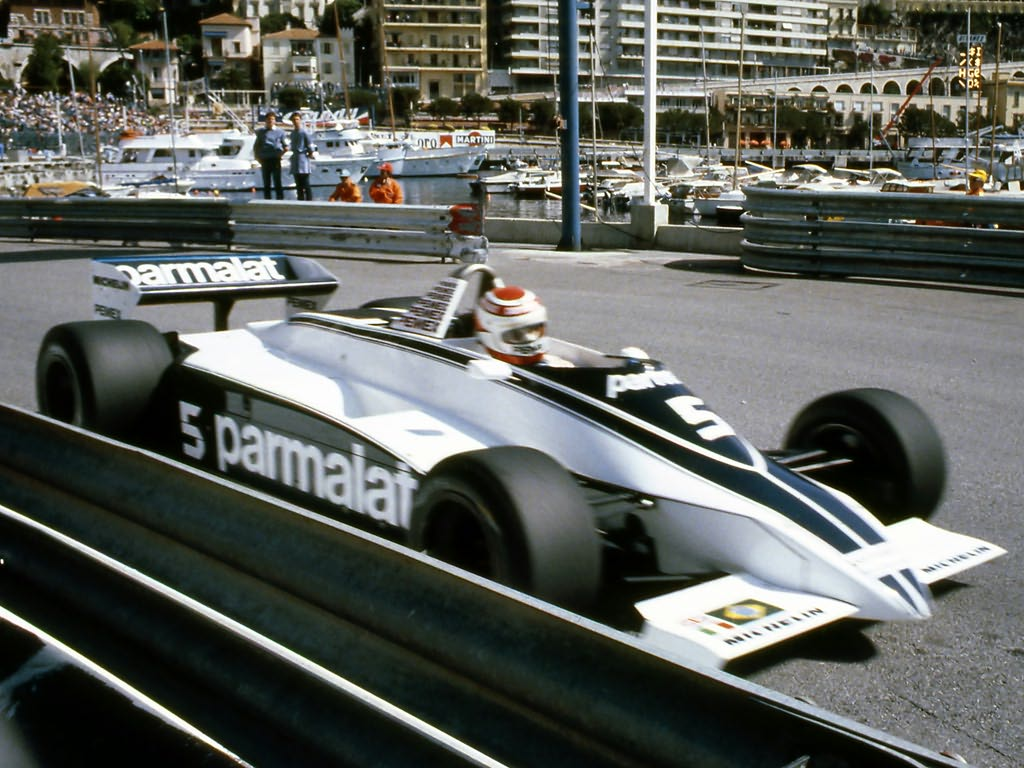
Nelson Piquet impegnato a Monaco

Il via della gara venne posticipato in quanto un incendio aveva colpito, verso le 14:15 (un'ora e un quarto prima dell'ora fissata per la partenza) le cucine dell'Hotel Loews, struttura attigua al tracciato, tanto da dare il nome al tornatino dopo il Mirabeau alto. L'acqua usata per spegnare l'incendio aveva reso umida la pista all'interno del Tunnel e vi era il pericolo di crolli. Ciò mise in dubbio la stessa tenuta del gran premio. La gara venne inizialmente posticipata di soli cinque minuti, poi ulteriormente fermata. Alle 16:10 il direttore di gara radunò i piloti chiedendo loro di effettuare due giri di ricognizione per valutare lo stato della pista. veniva deciso di porre delle bandiere gialle lungo l'interno Tunnel al fine di vietare i sorpassi in quel tratto. Il gran premio partì così con quasi un'ora di ritardo.
Al via Nelson Piquet scattò in testa, mentre Andrea De Cesaris e Mario Andretti si eliminarono a vicenda alla salita del Massenet. Dietro al brasiliano vi erano Gilles Villeneuve, Nigel Mansell, Carlos Reutemann, Alan Jones, Riccardo Patrese e Elio De Angelis.
Al giro 14 quando Mansell ebbe un'indecisione proprio al tornante del Loews, Reutemann lo tamponò nel posteriore, piegando l'ala anteriore. L'argentino rientrò ai box e sprofondò in classifica, mentre l'inglese fu costretto al definitivo ritiro.
Alan Jones passò Villeneuve alla S. Devote nel corso del giro numero 20. Cinque tornate dopo fu il turno di Riccardo Patrese a passare il canadese. Il padovano dell'Arrows si ritirò al giro 29 per un problema al cambio. Al 32º giro si ritirarono il sesto René Arnoux (sbatté contro il guardrail) e Elio De Angelis quarto (motore) e Reutemann (cambio), ma ormai lontano dalla zona punti.
Ora Nelson Piquet guidava su Alan Jones, Gilles Villeneuve più staccato, poi Jacques Laffite e Watson ancora più staccati dal brasiliano. In testa il duello era vivo e proseguì per diversi giri. Al giro 53 Piquet era vicino al doppiaggio di Eddie Cheever e Patrick Tambay. Il primo passò la Theodore  al Tabaccaio: Piquet, nel tentativo di passare anche lui, andò a frenare sulla parte più esterna della pista. La Brabham colpì contro il guardrail e il brasiliano fu costretto al ritiro. Nello stesso giro si ritirò per un guasto del motore Watson, che era quinto. Al giro 56 Marc Surer entrò in zona punti passando Patrick Tambay.
Negli ultimi giri Alan Jones, che scontava problemi di pescaggio del carburante, perse molto tempo; al giro 67 si fermò ai box per un rabbocco di benzina. A quattro giri dal termine Villeneuve, in grande rimonta, lo superò proprio sul traguardo.
Vince così il canadese (alla quinta vittoria in carriera) davanti a Jones, Jacques Laffite, Didier Pironi, Eddie Cheever e Marc Surer ancora a punti con la Ensign. Era dal Gran Premio degli Stati Uniti-Est 1979 che la Ferrari non vinceva un gran premio.

### Risultati
I risultati del gran premio furono i seguenti:
| Pos | No | Pilota                | Costruttore              | Giri | Tempo/Ritiro                           | Pos. Griglia | Punti |
| --- | -- | --------------------- | ------------------------ | ---- | -------------------------------------- | ------------ | ----- |
| 1   | 27 | Gilles Villeneuve     | Ferrari                  | 76   | 1h54'23"38                             | 2            | 9     |
| 2   | 1  | Alan Jones            | Williams-Ford Cosworth   | 76   | + 39"91                                | 7            | 6     |
| 3   | 26 | Jacques Laffite       | Ligier-Matra             | 76   | + 1'29"24                              | 8            | 4     |
| 4   | 28 | Didier Pironi         | Ferrari                  | 75   | + 1 giro                               | 17           | 3     |
| 5   | 3  | Eddie Cheever         | Tyrrell-Ford Cosworth    | 74   | + 2 giri                               | 15           | 2     |
| 6   | 14 | Marc Surer            | Ensign-Ford Cosworth     | 74   | + 2 giri                               | 19           | 1     |
| 7   | 33 | Patrick Tambay        | Theodore-Ford Cosworth   | 72   | + 4 giri                               | 16           |       |
| Rit | 5  | Nelson Piquet         | Brabham-Ford Cosworth    | 53   | Incidente                              | 1            |       |
| Rit | 7  | John Watson           | McLaren-Ford Cosworth    | 52   | Motore                                 | 10           |       |
| Rit | 4  | Michele Alboreto      | Tyrrell-Ford Cosworth    | 50   | Collisione con B.Giacomelli            | 20           |       |
| Rit | 23 | Bruno Giacomelli      | Alfa Romeo               | 50   | Collisione con M.Alboreto              | 18           |       |
| Rit | 15 | Alain Prost           | Renault                  | 45   | Motore                                 | 9            |       |
| Rit | 2  | Carlos Reutemann      | Williams-Ford Cosworth   | 33   | Cambio                                 | 4            |       |
| Rit | 11 | Elio De Angelis       | Lotus-Ford Cosworth      | 32   | Motore                                 | 6            |       |
| Rit | 16 | René Arnoux           | Renault                  | 32   | Incidente                              | 13           |       |
| Rit | 29 | Riccardo Patrese      | Arrows-Ford Cosworth     | 29   | Cambio                                 | 5            |       |
| Rit | 12 | Nigel Mansell         | Lotus-Ford Cosworth      | 15   | Collisione con C.Reutemann/Sospensione | 3            |       |
| Rit | 30 | Siegfried Stohr       | Arrows-Ford Cosworth     | 14   | Alimentazione                          | 14           |       |
| Rit | 8  | Andrea De Cesaris     | McLaren-Ford Cosworth    | 0    | Collisione con M.Andretti              | 11           |       |
| Rit | 22 | Mario Andretti        | Alfa Romeo               | 0    | Collisione con A.De Cesaris            | 12           |       |
| NQ  | 20 | Keke Rosberg          | Fittipaldi-Ford Cosworth |      |                                        |              |       |
| NQ  | 25 | Jean-Pierre Jabouille | Ligier-Matra             |      |                                        |              |       |
| NQ  | 6  | Héctor Rebaque        | Brabham-Ford Cosworth    |      |                                        |              |       |
| NQ  | 21 | Chico Serra           | Fittipaldi-Ford Cosworth |      |                                        |              |       |
| NQ  | 32 | Piercarlo Ghinzani    | Osella-Ford Cosworth     |      |                                        |              |       |
| NQ  | 31 | Beppe Gabbiani        | Osella-Ford Cosworth     |      |                                        |              |       |
| NPQ | 10 | Slim Borgudd          | ATS-Ford Cosworth        |      |                                        |              |       |
| NPQ | 18 | Derek Daly            | March-Ford Cosworth      |      |                                        |              |       |
| NPQ | 17 | Eliseo Salazar        | March-Ford Cosworth      |      |                                        |              |       |
| NPQ | 35 | Brian Henton          | Toleman-Hart             |      |                                        |              |       |
| NPQ | 36 | Derek Warwick         | Toleman-Hart             |      |                                        |              |       |

## Classifiche

### Piloti
| Pos. | Pilota            | Punti |
| ---- | ----------------- | ----- |
| 1    | Carlos Reutemann  | 34    |
| 2    | Alan Jones        | 24    |
| 3    | Nelson Piquet     | 22    |
| 4    | Gilles Villeneuve | 12    |
| 5    | Jacques Laffite   | 11    |
| 6    | Riccardo Patrese  | 10    |
| 7    | Didier Pironi     | 5     |
| 8    | Eddie Cheever     | 5     |
| =    | Elio De Angelis   | 5     |
| 10   | Nigel Mansell     | 4     |
| =    | Alain Prost       | 4     |
| 12   | Marc Surer        | 4     |
| 13   | Mario Andretti    | 3     |
| =    | Héctor Rebaque    | 3     |
| 15   | René Arnoux       | 2     |
| 16   | Patrick Tambay    | 1     |
| =    | Andrea De Cesaris | 1     |

### Costruttori
| Pos. | Team                   | Punti |
| ---- | ---------------------- | ----- |
| 1    | Williams-Ford Cosworth | 58    |
| 2    | Brabham-Ford Cosworth  | 25    |
| 3    | Ferrari                | 17    |
| 4    | Ligier-Matra           | 11    |
| 5    | Arrows-Ford Cosworth   | 10    |
| 6    | Lotus-Ford Cosworth    | 9     |
| 7    | Renault                | 6     |
| 8    | Tyrrell-Ford Cosworth  | 5     |
| 9    | Ensign-Ford Cosworth   | 4     |
| 10   | Alfa Romeo             | 3     |
| 11   | Theodore-Ford Cosworth | 1     |
| =    | McLaren-Ford Cosworth  | 1     |